# Casa Portolà
Casa Portolà és un casal d'Arties, del municipi de Naut Aran (Vall d'Aran), declarat bé cultural d'interès nacional.

## Descripció

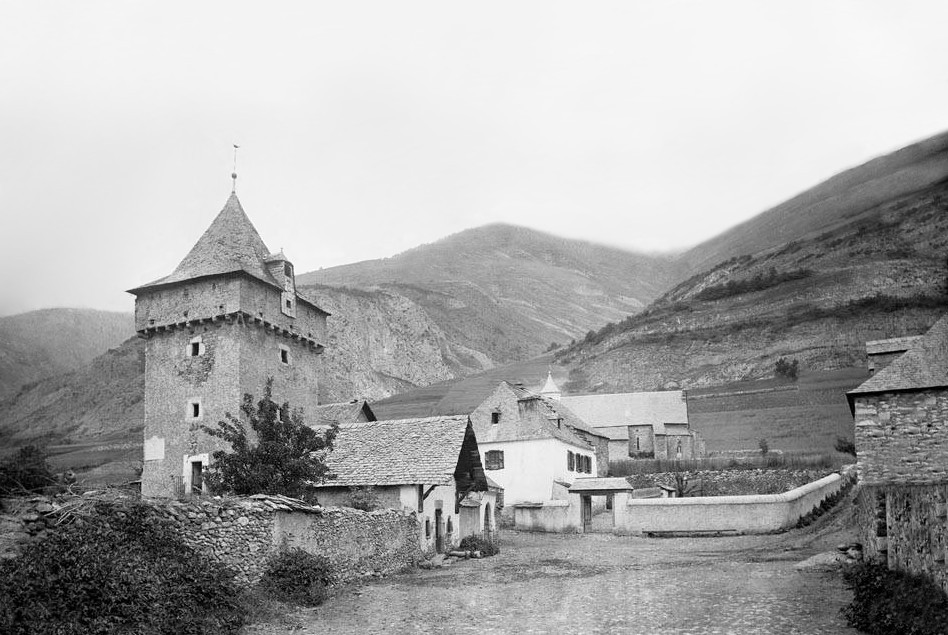
La Casa Portolà el 1896

De l'antic Casal dels Portolà que es troba vora la carretera, a la dreta de la Garona, en resta només una gran torre de defensa, massissa, de planta quadrada i amb coberta piramidal de llicorella, construïda probablement al segle xvi, i una capella annexa, obra del segle xvii. Al solar de l'antic Casal es bastí modernament el parador de turisme Gaspar de Portolà, anomenat així en record de qui fou governador de la Baixa Califòrnia (1767), i membre d'aquest llinatge, originari d'Àger (la Noguera) i que tenia possessions a la Vall.

## Capella de Sant Antoni

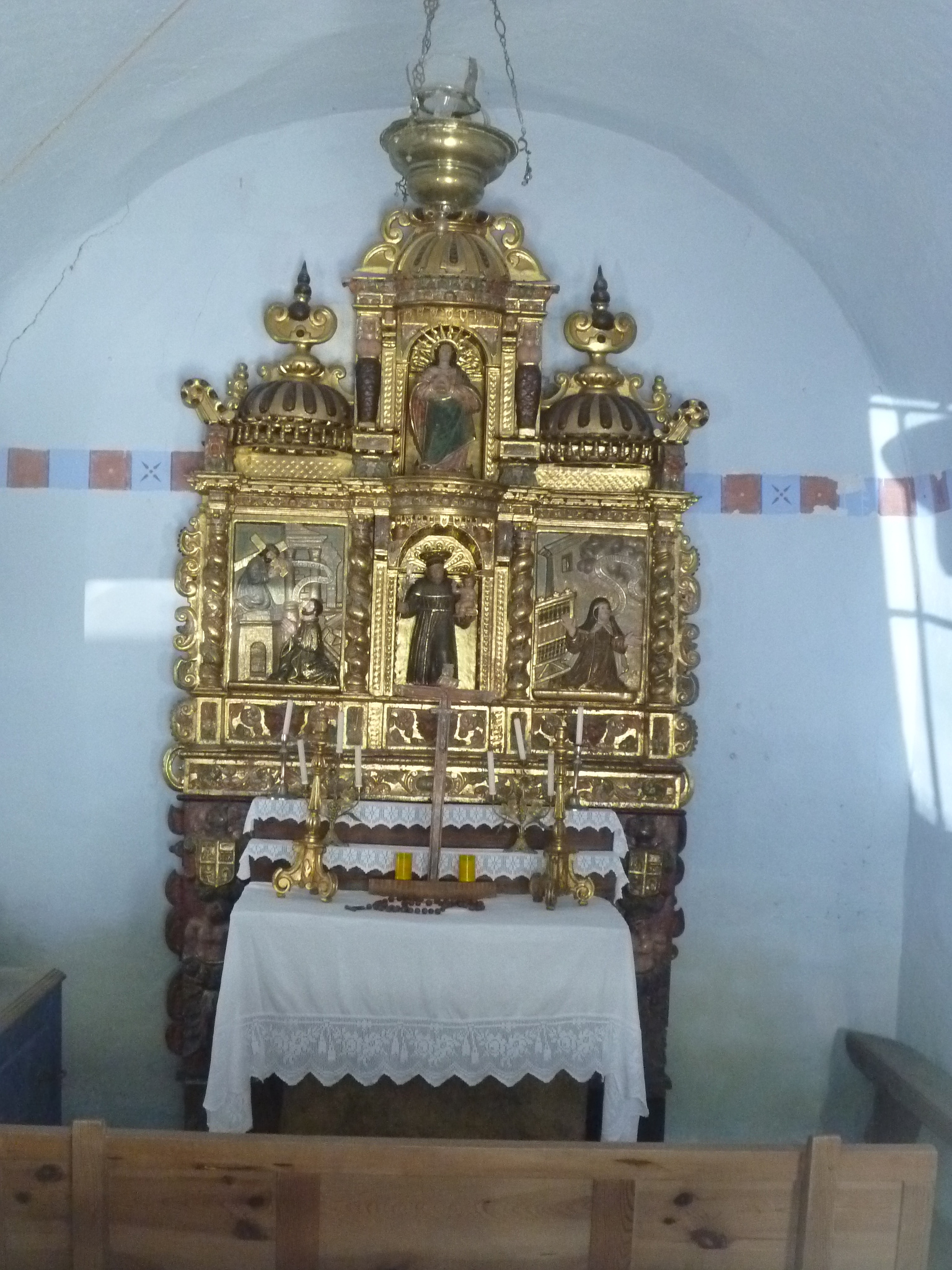
Retaule de la capella

Petita capella d'una nau, amb absis pla, d'estructura i façana molt senzilles. Sostre de volta rebaixada. El més interessant és la llinda de la porta d'accés. Guarda un petit retaule barroc de fusta daurada i policromada a l'interior. Forma part de la casa Portolà. A la llinda hi ha una inscripció i una data "ES DE MR. GASPA D PORTOLA 1678".